# Parlement van de Franse Gemeenschap (samenstelling 2019-2024)
Dit is een lijst van leden van het Parlement van de Franse Gemeenschap van de legislatuur 2019-2024. Het Parlement van de Franse Gemeenschap telt 94 leden. Deze leden zijn de 75 leden van het Waals Parlement, verkozen bij de Waalse verkiezingen van 26 mei 2019, en 19 leden die deel uitmaken van de Franse taalgroep van het Brussels Hoofdstedelijk Parlement. Deze 19 leden raakten verkozen bij de Brusselse gewestverkiezingen van 26 mei 2019. De legislatuur ging van start op 18 juni 2019 en eindigde op 25 april 2024.

## Samenstelling
| Begin legislatuur (2019) | Begin legislatuur (2019) | Begin legislatuur (2019) | Einde legislatuur (2024) | Einde legislatuur (2024) | Einde legislatuur (2024) |
| Fractie                  | Fractie                  | Zetels                   | Fractie                  | Fractie                  | Zetels                   |
| ------------------------ | ------------------------ | ------------------------ | ------------------------ | ------------------------ | ------------------------ |
|                          | PS                       | 28                       |                          | PS                       | 28                       |
|                          | MR                       | 23                       |                          | MR                       | 23                       |
|                          | Ecolo                    | 16                       |                          | Ecolo                    | 16                       |
|                          | PTB                      | 13                       |                          | PTB                      | 13                       |
|                          | cdH                      | 11                       |                          | Les Engagés              | 12                       |
|                          | DéFI                     | 3                        |                          | DéFI                     | 1                        |
|                          |                          |                          |                          | Onafhankelijk            | 1                        |

Wijzigingen in fractiesamenstelling:
- Jean-Luc Crucke verlaat in 2023 de MR-fractie en stapt over naar de Les Engagés-fractie.
- Sadik Köksal verlaat in 2023 de DéFI-fractie en stapt over naar de MR-fractie.
- Michaël Vossaert verlaat in 2024 de DéFI-fractie en gaat als onafhankelijke zetelen.

## Lijst van de parlementsleden
| Volksvertegenwoordiger    | Kieskring                                   | Fractie | Opmerkingen |
| ------------------------- | ------------------------------------------- | ------- | --- |
| André Antoine             | Nijvel                                      | cdH     | |
| René Collin               | Aarlen-Marche-Bastenaken-Neufchâteau-Virton | cdH     | |
| François Desquesnes       | Zinnik-La Louvière                          | cdH     | |
| Michel de Lamotte         | Luik                                        | cdH     | Vervangt vanaf 26 oktober 2022 Alda Greoli, die de functies van schepen en OCMW-voorzitter opnam in Spa en vanwege de decumulregels in het Waals Parlement ontslag nam. Greoli was voorzitter van de cdH/Les Engagés-fractie tot 6 oktober 2022. |
| Anne-Catherine Goffinet   | Aarlen-Marche-Bastenaken-Neufchâteau-Virton | cdH     | |
| Mathilde Vandorpe         | Doornik-Aat-Moeskroen                       | cdH     | Secretaris. |
| Benoît Dispa              | Namen                                       | cdH     | Voorzitter van de Les Engagés-fractie vanaf 6 oktober 2022. |
| Christophe Bastin         | Dinant-Philippeville                        | cdH     | |
| Julien Matagne            | Charleroi-Thuin                             | cdH     | |
| Marie-Martine Schyns      | Verviers                                    | cdH     | |
| Pierre Kompany            | Brussel                                     | cdH     | Vervangt vanaf 26 januari 2022 Gladys Kazadi, die schepen van Sint-Agatha-Berchem is geworden. Kazadi verving van 29 januari 2020 tot haar ontslag op 21 december 2021 Bertin Mampaka Mankamba, die secretaris van het Brussels Hoofdstedelijk Parlement was geworden. |
| Matthieu Daele            | Verviers                                    | Ecolo   | Vervangt vanaf 18 juni 2019 Anne Kelleter, die als Duitstalige niet in het Parlement van de Franse Gemeenschap mag zetelen. Daele is ondervoorzitter. |
| Stéphane Hazée            | Namen                                       | Ecolo   | |
| Veronica Cremasco         | Luik                                        | Ecolo   | |
| Hélène Ryckmans           | Nijvel                                      | Ecolo   | |
| Christophe Clersy         | Charleroi-Thuin                             | Ecolo   | |
| Manu Disabato             | Bergen                                      | Ecolo   | |
| Olivier Bierin            | Luik                                        | Ecolo   | |
| Laurent Agache            | Doornik-Aat-Moeskroen                       | Ecolo   | Vervangt vanaf 18 september 2019 Bénédicte Linard, die minister in de Franse Gemeenschapsregering wordt. Linard was voorzitter van de Ecolo-fractie van 22 juli tot 17 september 2019. |
| Laurent Heyvaert          | Nijvel                                      | Ecolo   | |
| Rodrigue Demeuse          | Hoei-Borgworm                               | Ecolo   | |
| Jean-Philippe Florent     | Aarlen-Marche-Bastenaken-Neufchâteau-Virton | Ecolo   | |
| Valérie Delporte          | Namen                                       | Ecolo   | Voorzitter van de commissie Kinderen, Gezondheid, Cultuur, Media en Vrouwenrechten. |
| Pierre-Yves Lux           | Brussel                                     | Ecolo   | Vervangt vanaf 17 september 2019 de ontslagnemende Barbara de Radiguès de Chennevière, die zelf vanaf 5 september 2019 Barbara Trachte verving, die staatssecretaris in de Brusselse Hoofdstedelijke Regering wordt. Trachte was voorzitter van de Ecolo-fractie tot 18 juli 2019. |
| Matteo Segers             | Brussel                                     | Ecolo   | Voorzitter van de Ecolo-fractie vanaf 17 september 2019. |
| Marie Borsu               | Brussel                                     | Ecolo   | Vervangt vanaf 4 oktober 2023 Kalvin Soiresse Njall, die voorzitter werd van het Parlement francophone bruxellois. |
| Margaux De Ré             | Brussel                                     | Ecolo   | Vervangt vanaf 17 september 2019 Rajae Maouane, die co-voorzitster van Ecolo wordt. |
| Charles Gardier           | Verviers                                    | MR      | Vervangt vanaf 18 juni 2019 Christine Mauel, die als Duitstalige niet in het Parlement van de Franse Gemeenschap mag zetelen. |
| Sabine Laruelle           | Namen                                       | MR      | |
| François Bellot           | Dinant-Philippeville                        | MR      | Werd van 27 juni 2019 tot 1 oktober 2020 als ontslagnemend minister in de Federale Regering vervangen door Frédérick Botin. Bellot is ondervoorzitter sinds 2 september 2021. |
| Françoise Mathieux        | Dinant-Philippeville                        | MR      | |
| Nicolas Tzanetatos        | Charleroi-Thuin                             | MR      | Tot 30 augustus 2023 voorzitter van de commissie Hoger Onderwijs, Onderwijs voor Sociale Promotie, Onderzoek, Universitaire Ziekenhuizen, Sport, Jeugd, Jeugdhulp, Justitiehuizen en Promotie van Brussel en vanaf 30 augustus 2023 voorzitter van de commissie Hoger Onderwijs, Wetenschappelijk Onderzoek, Universitaire Ziekenhuizen, Jeugdhulp, Justitiehuizen, Jeugd en Promotie van Brussel.                        |
| Yves Evrard               | Aarlen-Marche-Bastenaken-Neufchâteau-Virton | MR      | Vervangt vanaf 17 september 2019 Willy Borsus, die minister in de Waalse Regering wordt. |
| Rachel Sobry              | Charleroi-Thuin                             | MR      | |
| Jean-Luc Crucke           | Doornik-Aat-Moeskroen                       | MR      | Werd van 17 september 2019 tot 13 januari 2022 gedurende zijn ministerschap in de Waalse regering vervangen door Hervé Cornillie. Crucke stapt op 9 februari 2023 over naar de Les Engagés-fractie. |
| Nicolas Janssen           | Nijvel                                      | MR      | Vervangt vanaf 17 september 2019 Valérie De Bue, die minister in de Waalse Regering wordt. |
| Diana Nikolic             | Luik                                        | MR      | Voorzitter van de MR-fractie vanaf 26 januari 2022. |
| Caroline Cassart-Mailleux | Hoei-Borgworm                               | MR      | Ondervoorzitter van 17 september 2019 tot 2 september 2021. |
| Philippe Dodrimont        | Luik                                        | MR      | Secretaris vanaf 17 september 2019. |
| Véronique Durenne         | Doornik-Aat-Moeskroen                       | MR      | Vervangt vanaf 18 juni 2019 Alice Leeuwerck, die wegens de decumulregeling in het Waals Parlement ontslag neemt. |
| Anne Laffut               | Aarlen-Marche-Bastenaken-Neufchâteau-Virton | MR      | |
| Jacqueline Galant         | Bergen                                      | MR      | |
| Manu Douette              | Hoei-Borgworm                               | MR      | |
| Stéphanie Cortisse        | Verviers                                    | MR      | Vervangt vanaf 18 september 2019 Pierre-Yves Jeholet, die minister in de Franse Gemeenschapsregering wordt. |
| Olivier Maroy             | Nijvel                                      | MR      | |
| Sybille de Coster-Bauchau | Nijvel                                      | MR      | Ondervoorzitter tot 17 september 2019. |
| Jean-Paul Wahl            | Nijvel                                      | MR      | Voorzitter van de MR-fractie tot 17 september 2019. |
| Gaëtan Van Goidsenhoven   | Brussel                                     | MR      | |
| Françoise Schepmans       | Brussel                                     | MR      | Secretaris tot 16 september 2019 en voorzitter van de MR-fractie van 17 september 2019 tot 13 januari 2022. |
| David Weytsman            | Brussel                                     | MR      | Vervangt vanaf 30 november 2022 Alexia Bertrand, die staatssecretaris werd in de federale regering-De Croo. |
| André Frédéric            | Verviers                                    | PS      | Tot 16 september 2019 ondervoorzitter en tot 17 september 2019 voorzitter van de PS-fractie. |
| Eric Lomba                | Hoei-Borgworm                               | PS      | Vervangt vanaf 21 oktober 2020 Christophe Collignon, die minister wordt in de Waalse Regering. Collignon was tot 2 oktober 2020 voorzitter van de commissie Begroting, Openbaar Ambt, Gelijke Kansen, Voogdij over Wallonie-Bruxelles Enseignement en Schoolgebouwen. |
| Philippe Courard          | Aarlen-Bastenaken-Marche-Neufchâteau-Virton | PS      | Parlementsvoorzitter tot 17 september 2019. |
| Rudy Demotte              | Doornik-Aat-Moeskroen                       | PS      | Parlementsvoorzitter vanaf 17 september 2019. |
| Eddy Fontaine             | Dinant-Philippeville                        | PS      | Vervangt vanaf 17 september 2019 Pierre-Yves Dermagne, die minister in de Waalse Regering wordt. |
| Mourad Sahli              | Charleroi-Thuin                             | PS      | Vanaf 23 januari 2023 voorzitter van de commissie Begroting, Openbaar Ambt, Gelijke Kansen, Voogdij over Wallonie-Bruxelles Enseignement en Schoolgebouwen |
| Jean-Pierre Lepine        | Bergen                                      | PS      | |
| Gaëtan Bangisa            | Charleroi-Thuin                             | PS      | Vervangt vanaf 7 juni 2023 Maxime Hardy, die ontslag nam om schepen van Charleroi te worden. Hardy verving van 15 januari 2020 tot 22 mei 2023 de overleden Philippe Blanchart. |
| Sophie Mengoni            | Charleroi-Thuin                             | PS      | Vervangt vanaf 26 april 2023 de overleden Paul Furlan. |
| Latifa Gahouchi           | Charleroi-Thuin                             | PS      | Voorzitter van de commissie Onderwijs. |
| Joëlle Kapompolé          | Bergen                                      | PS      | |
| Dimitri Legasse           | Nijvel                                      | PS      | |
| Fatima Ahallouch          | Doornik-Aat-Moeskroen                       | PS      | |
| Jean-Charles Luperto      | Namen                                       | PS      | |
| Mauro Lenzini             | Luik                                        | PS      | |
| Laurent Léonard           | Luik                                        | PS      | Vervangt vanaf 17 september 2019 Christie Morreale, die minister in de Waalse Regering wordt. Léonard was van 21 oktober 2020 tot 23 januari 2023 voorzitter van de commissie Begroting, Openbaar Ambt, Gelijke Kansen, Voogdij over Wallonie-Bruxelles Enseignement en Schoolgebouwen en is vanaf 11 januari 2023 ondervoorzitter.                                                                                       |
| Thierry Witsel            | Luik                                        | PS      | |
| Sabine Roberty            | Luik                                        | PS      | Vanaf 21 december 2022 voorzitter van de PS-fractie. |
| Laurent Devin             | Zinnik-La Louvière                          | PS      | Van 17 september 2019 tot 21 december 2022 voorzitter van de PS-fractie en tot 11 januari 2023 ondervoorzitter. |
| Sophie Pécriaux           | Zinnik-La Louvière                          | PS      | |
| Jean-Claude Marcourt      | Luik                                        | PS      | |
| Michele Di Mattia         | Zinnik-La Louvière                          | PS      | |
| Gwenaëlle Grovonius       | Namen                                       | PS      | |
| Fadila Laanan             | Brussel                                     | PS      | Vervangt vanaf 29 september 2021 Isabelle Emmery, die ontslag heeft genomen. |
| Nadia El Yousfi           | Brussel                                     | PS      | |
| Mohamed Ouriaghli         | Brussel                                     | PS      | |
| Delphine Chabbert         | Brussel                                     | PS      | |
| Martin Casier             | Brussel                                     | PS      | |
| Alice Bernard             | Luik                                        | PTB     | Voorzitter van de PTB-fractie en tot 16 september 2019 secretaris. |
| László Schonbrodt         | Verviers                                    | PTB     | Vervangt vanaf 16 november 2022 Samuel Nemes, die om gezondheidsredenen ontslag nam. |
| Julien Liradelfo          | Luik                                        | PTB     | |
| Germain Mugemangango      | Charleroi-Thuin                             | PTB     | |
| Antoine Hermant           | Zinnik-La Louvière                          | PTB     | |
| Laure Lekane              | Luik                                        | PTB     | |
| Anouk Vandevoorde         | Namen                                       | PTB     | |
| Amandine Pavet            | Charleroi-Thuin                             | PTB     | |
| John Beugnies             | Bergen                                      | PTB     | |
| Jori Dupont               | Doornik-Aat-Moeskroen                       | PTB     | |
| Jean-Pierre Kerckhofs     | Brussel                                     | PTB     | Secretaris vanaf 17 september 2019, tot 30 augustus 2023 voorzitter van de commissie Algemene Zaken, Internationale Betrekkingen, Reglement en Controle op de Communicatie van de Leden van de Regering en vanaf 30 augustus 2023 voorzitter van de commissie Internationale Betrekkingen, Sport, Onderwijs voor Sociale Promotie, Algemene Zaken, Reglement en Controle op de Communicatie van de Leden van de Regering. |
| Elisa Groppi              | Brussel                                     | PTB     | |
| Luc Vancauwenberge        | Brussel                                     | PTB     | |
| Nicole Nketo Bomele       | Brussel                                     | DéFI    | Vervangt vanaf 29 september 2021 Joëlle Maison, die ontslag heeft genomen. |
| Sadik Köksal              | Brussel                                     | DéFI    | Vervangt vanaf 29 september 2021 Christophe Magdalijns, die ontslag heeft genomen. Köksal stapte op 3 juli 2023 over naar de MR-fractie. |
| Michaël Vossaert          | Brussel                                     | DéFI    | Zetelt vanaf 20 maart 2024 als onafhankelijke. |